# イヴェタ・ラジチョヴァー
イヴェタ・ラジチョヴァー （Iveta Radičová、旧姓・カラフィアートヴァー : Karafiátová、1956年12月7日 - ）は、スロバキアの社会学者、政治家、元首相（2010年7月8日-2012年4月4日）。中道右派政党スロバキア民主キリスト教連合・民主党（SDKÚ-DS）の元党首。2010年国民議会選挙の結果、中道右派4党による連立政権の首相に就任した。同国における最初で唯一の女性首相である。

## 経歴
ブラチスラヴァ市旧市街区ネドバルオヴァー通りで生まれる。かつてコシツェ市でジャーナリストを目指していた父親は、ブラチスラヴァ市内の印刷所に勤めていた。家庭の生活水準は低く、兄は自身の出生前に他界している。
1975年にコメンスキー大学社会学部を卒業。1989年までスロバキア科学アカデミー社会学研究所の家族政策研究班コーディネーターを務めたあと、母校コメンスキー大学社会学部の講師となる。この間1990年にはオックスフォード大学に留学した。
1990年から1992年まで非共産主義政治組織「暴力に反対する公衆」（VPN、Verejnosť proti násiliu）に参加したが、特段の活動は行わないまま政治活動から離れ、1993年から1997年まで史跡アカデミアイストロポリターナ副所長、2005年までコメンスキー大学政治学部講師を務めた。同年、社会学部の教授となりスロバキア科学アカデミー社会学部長に就任したが、2007年に退職。
夫は元社会学者で人気コメディ脚本家・司会者でもあったスタノ・ラジチ。2005年に死別した。

### 政歴

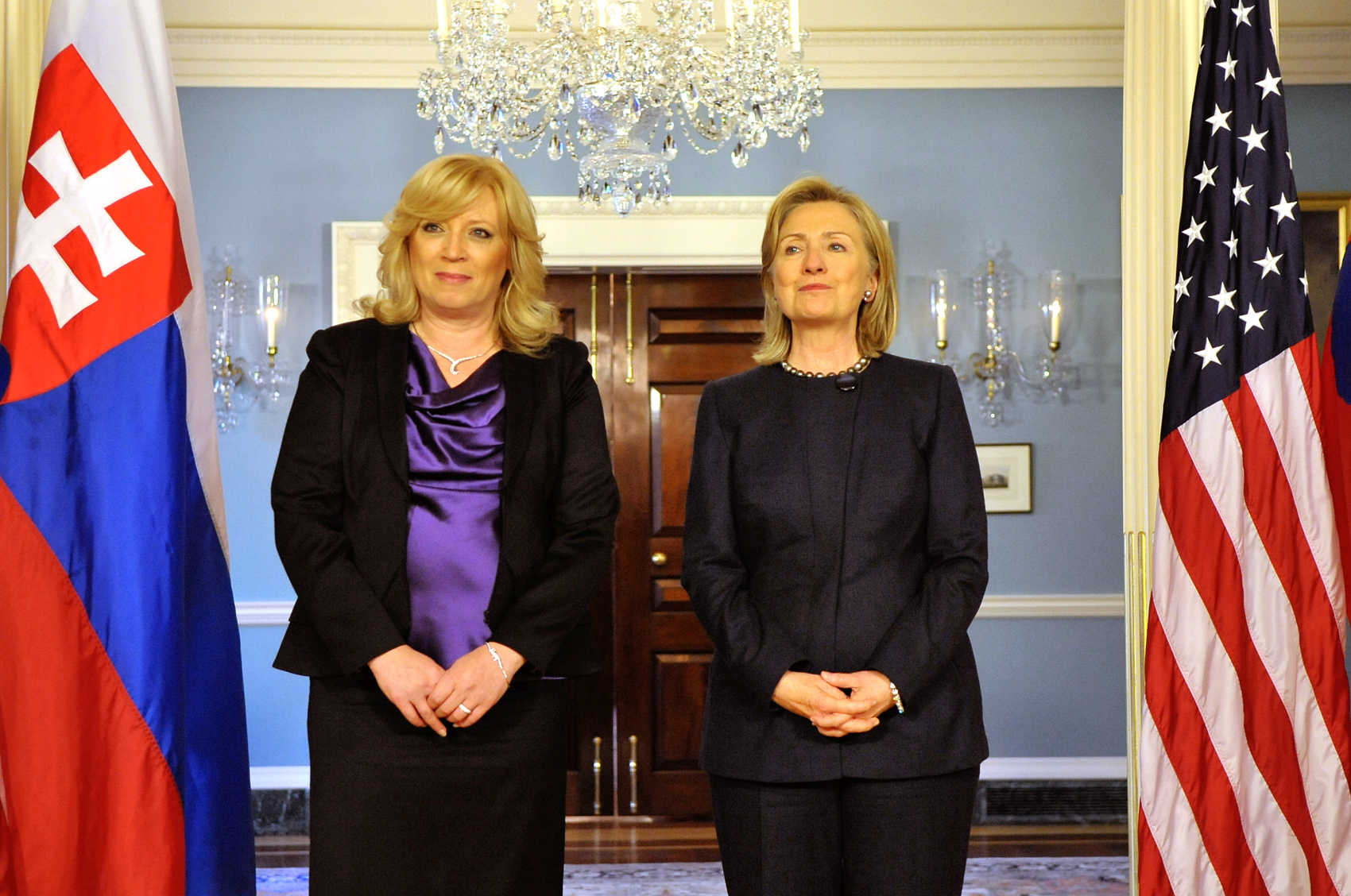
ヒラリー・クリントンと（2010年11月10日）

スロバキアにおける社会政策研究の第一人者である実績を買われ、任期途中の2005年に辞任したリュドヴィート・カニークの後任として、第二次ミクラーシュ・ズリンダ内閣の労働・家庭・社会問題大臣を務めた。のち2006年国民議会選挙に立候補して初当選し、スロバキア民主キリスト教連合・民主党（SDKÚ-DS : Slovenská demokratická a kresťanská únia - Demokratická strana）に入党。社会問題・保健担当の副党首に就任した。
2009年4月、教育法改正案の議決時に演壇にいた同僚議員の分も投票した行為が明らかになり、議員辞職に追い込まれた。
2010年国民議会選挙では、自らの政治資金疑惑で立候補を取り下げたズリンダから党首の座を引き継いで選挙を率いた。SDKÚ-DSの得票率は15.42%で改選前より3議席少ない28議席にとどまったものの、第二党の座を維持。第一党である方向・社会民主主義（SMER-SD : SMER-sociálna demokracia）と連立を組むスロバキア国民党（SNS : Slovenská národná strana）と人民党・民主スロバキア運動（ĽS-HZDS）が惨敗して与党が過半数割れしたことにともない、SMER-SDのロベルト・フィツォ首相による連立協議の申し入れを拒否した上で、中道右派4党による新連立政権を組閣。スロバキア初の女性首相となった。ラジチョヴァー政権は民主化後初めて閣僚全員が旧チェコスロバキア共産党および旧スロバキア共産党の党員歴のない内閣となった。
しかし2011年10月11日、ギリシャの金融危機をめぐり欧州金融安定ファシリティ(EFSF)の機能強化を問う採決の際にラジチョヴァーの内閣信任案も同時に採決され、ともに否決されたため政権は崩壊。これを受け野党が求めていた総選挙の2012年3月繰り上げ実施を受け入れ、EFSF機能強化案は10月13日の再投票では可決された。
2012年3月10日に繰り上げ実施した国民議会選挙では、SDKÚ-DSはわずか11議席にとどまり惨敗。SMER-SDが単独過半数を制したため首相を退任することとなった。選挙後の5月3日、党首を辞任すると同時にSDKÚ-DSから離党した。政界からも引退し、母校コメンスキー大学の講師に復帰。